# Udayarpalayam
Udayarpalayam (tamil: உடையார்பாளையம்) es una localidad del estado indio de Tamil Nadu, perteneciente al distrito de Ariyalur.
En 2011, el nagar panchayat que forma la localidad tenía una población de 12 688 habitantes. Es nominalmente la sede de un taluk dentro del distrito, con una población total de 384 800 habitantes en 2011, pero el centro administrativo del taluk se ubica en la vecina ciudad de Jayankondam, la ciudad más poblada del distrito.
Se ubica en una zona rural cuya economía se basa en la agricultura, la pesca y los telares. Se conoce la existencia de la localidad desde la época de la dinastía Chola y es conocida por albergar el templo Payarneeshwarar, uno de los más antiguos del país dedicados a Shiva. La localidad estuvo gobernada hasta 1956 por un zamindar, cuyo palacio todavía se conserva.
Se ubica unos 5 km al suroeste de Jayankondam, en la salida de la ciudad de la carretera 81 que lleva a Tiruchirappalli.